# DC Shoes

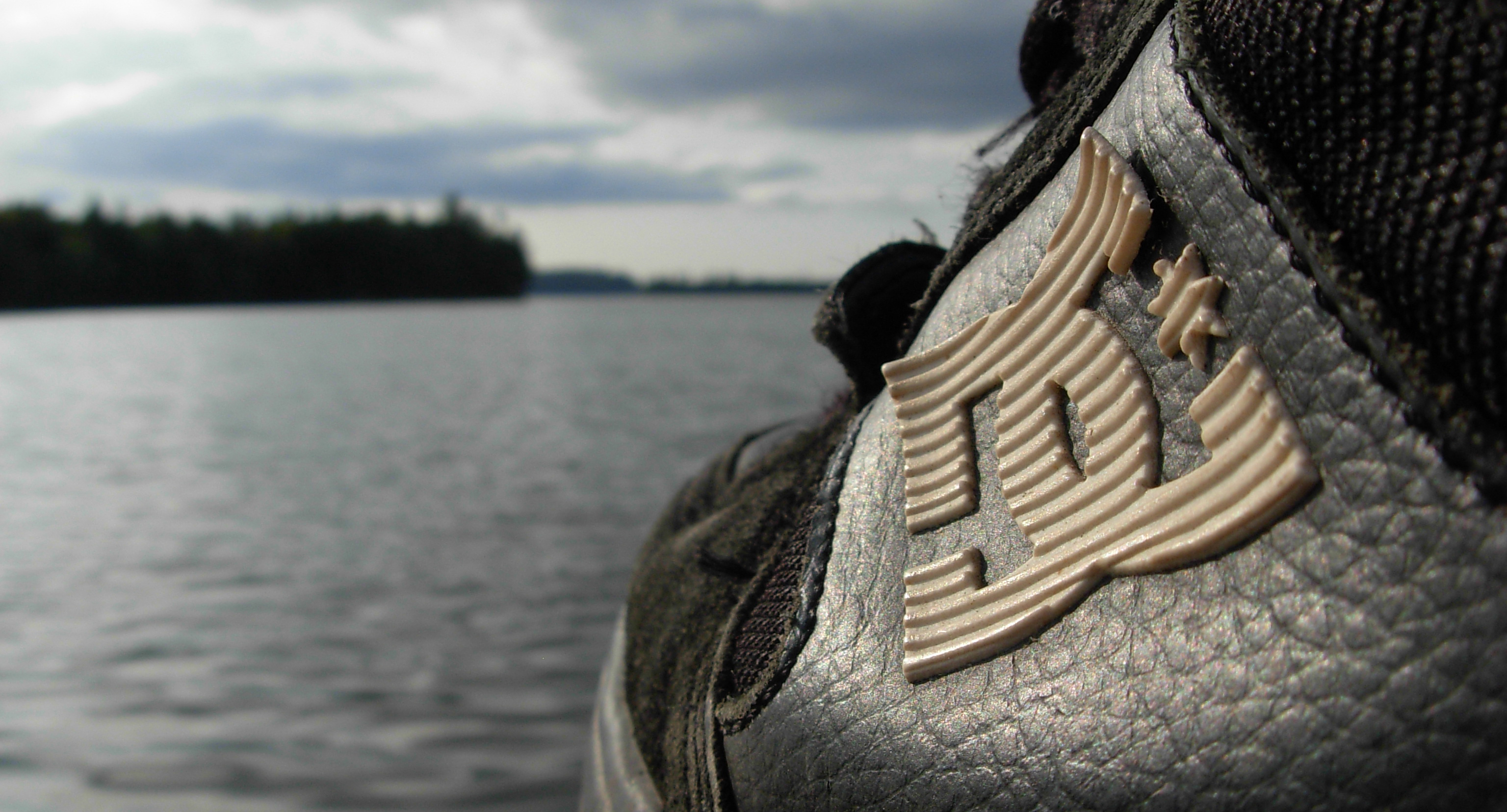
But z logo firmy

DC Shoe Co USA (Droors Clothing Shoe Company United States of America) – firma produkująca odzież, obuwie oraz akcesoria dla skaterów, snowboardzistów i kierowców wyścigowych takich jak Ken Block czy Dave Mirra. Pochodzi ze Stanów Zjednoczonych.
Została założona w 1989 przez Kena Blocka i Damona Waya. W 1989 roku kierowca rajdowy Ken Block zaprojektował pierwszy T-shirt z printem DC. Ta linia zapoczątkowała działalność firmy DC.
Studiując Computer Design w Community Collage, Block poznał swojego przyszłego wspólnika Damona Waya, który pomógł mu w sprzedaży i dystrybucji ubrań. Brat Damona - Danny stał się później największą ikoną firmy DC. Przy współpracy z Dannym Wayem firma zaczęła produkować techniczne modele butów dla skate'ów i do tej pory jest to główny obszar jej specjalizacji.
Panowie zaczynali od pożyczonych 10 000$ i magazynu w garażu. Aktualnie firma jest warta kilkadziesiąt milionów dolarów prowadząc operacje handlowe na całym świecie.
Firma DC od początku istnienia wspiera skate'ów, snowboardzistów, riderów: BMX, Auto, Moto oraz wydarzenia promujące „sporty akcji”. DC mieli największą sprzedaż w 2005 roku.
10 marca 2004 roku Quiksilver przejął firmę DC Shoes.